# Lamium orvala
Espèce
Classification APG III (2009)
Lamium orvala est une espèce de plantes à fleurs de la famille des Lamiaceae trouvée en Europe (Autriche, Hongrie, Italie, ex-Yougoslavie).